# Sauce ivoire
La sauce ivoire est une variation de la sauce suprême, qui accompagne les volailles pochées,.
Elle est composée de sauce suprême additionnée de glace de viande blonde.